# 貝加爾鼠麴草
贝加尔鼠麴草（学名：Gnaphalium baicalense）为菊科鼠麴草属的植物。分布在俄罗斯、蒙古以及中国大陆的内蒙古、吉林、河北、辽宁等地，生长于海拔80米至600米的地区，多生于水旁、河边或湿润地上，目前尚未由人工引种栽培。